# Чужой: Изоляция
«Чужой: Изоляция» (англ. Alien: Isolation) — американский анимационный веб-сериал, основанный на франшизе, созданной Дэном О’Бэнноном и Рональдом Шусеттом, и на одноимённой компьютерной игре 2014 года. Премьера состоялась 28 февраля 2019 года на IGN.
Сериал можно условно разделить на две части, одна из которых представляет собой пересказ событий игры, а другая хронологически разворачивается сразу после неё, делая стыковку с игрой Alien: Blackout.
События «Чужого: Изоляции» происходят спустя 15 лет после событий оригинального фильма и повествует о нелёгкой жизни Аманды Рипли, дочери Эллен Рипли.

## Сюжет
Аманда Рипли сопровождает команду Weyland-Yutani Corporation, отправленную на поиски останков корабля «Ностромо», на котором была Эллен Рипли. Самописец пропавшего судна находится на космической станции «Севастополь». Во время высадки Аманда случайно отделяется от группы и понимает, что там очень опасно — по мрачным коридорам бродят андроиды, готовые убить любого на своём пути, чудом уцелевшие люди стали жестокими социопатами, а в вентиляционных шахтах скрываются неизвестные существа, способные напасть в любую секунду. Главной героине предстоит не только бороться за свою жизнь всеми доступными способами, но и узнать, куда пропала её мать и есть ли надежда на спасение.

## В ролях
- Андреа Дек — Аманда Рипли
- Энтони Хауэлл — Кристофер Сэмюэльс
- Эмиральд О’Хэнрахэн — Нина Тейлор
- Шон Гилдер — Генри Марлоу
- Ричи Кэмбпелл — Рикардо
- Уильям Хоуп — маршал Уэйтс
- Джордж Антон — Аксель
- Джейн Перри — Диана Верлен

## Сезоны
| Сезон | Сезон | Эпизоды | Оригинальная дата выхода | Оригинальная дата выхода | Телеканал |
| Сезон | Сезон | Эпизоды | Премьера сезона          | Финал сезона             | Телеканал |
| ----- | ----- | ------- | ------------------------ | ------------------------ | --------- |
|       | 1     | 7       | 28 февраля 2019          | 28 февраля 2019          | IGN       |

## Эпизоды

### Сезон 1 (2019)
| Серия | Название               | Режиссёр     | Сценарист   | Дата выхода     |
| --- | ---------------------- | ------------ | ----------- | --------------- |
| 1 | «Эпизод 1» «Episode 1» | Фабиан Дюбуа | Джефф Юхасз | 28 февраля 2019 |
| Спустя пятнадцать лет после того, как Элен Рипли исчезла на корабле «Ностромо», её дочь Аманда отправляется на удалённую космическую станцию, которая может рассказать о судьбе матери. |                        |              |             |                 |
| 2 | «Эпизод 2» «Episode 2» | Фабиан Дюбуа | Джефф Юхасз | 28 февраля 2019 |
| Аманда обнаруживает, что станция «Севастополь» совсем небезопасна. И технические сбои, и жестокие колонисты — далеко не самые худшие ужасы на объекте. |                        |              |             |                 |
| 3 | «Эпизод 3» «Episode 3» | Фабиан Дюбуа | Джефф Юхасз | 28 февраля 2019 |
| Неизвестный убийца охотится на Рипли, что разыскивает своих пропавших товарищей. |                        |              |             |                 |
| 4 | «Эпизод 4» «Episode 4» | Фабиан Дюбуа | Джефф Юхасз | 28 февраля 2019 |
| Марлоу рассказывает, как инопланетный организм попал на «Севастополь». Аманда сотрудничает с колониальным маршалом Уэйтсом, чтобы изолировать существо. |                        |              |             |                 |
| 5 | «Эпизод 5» «Episode 5» | Фабиан Дюбуа | Джефф Юхасз | 28 февраля 2019 |
| Андроиды убивают людей Уэйтса, призывая «прекратить истерику». Рипли проникает в главный компьютер «АПОЛЛО», где выясняет, что «Севастополь» недавно был куплен «Вейланд-Ютани» и следует приоритетам: защищать Чужого, установить карантин, обесточить линии связи. Все остальные задачи вторичны. |                        |              |             |                 |
| 6 | «Эпизод 6» «Episode 6» | Фабиан Дюбуа | Джефф Юхасз | 28 февраля 2019 |
| Чужие вырвались из перезапущенного реактора на свободу. Аманда преследует Марлоу на «Анесидоре», где открывает последний секрет. |                        |              |             |                 |
| 7 | «Эпизод 7» «Episode 7» | Фабиан Дюбуа | Джефф Юхасз | 28 февраля 2019 |
| «Севастополь» падает в атмосферу газового гиганта Кей-Джи-348. Время на исходе, Аманда достигает шлюза. Её единственная надежда на выживание — покинуть станцию и перебраться на «Торренс». |                        |              |             |                 |

## Производство

### Разработка
13 февраля 2019 года Bloody Disgusting сообщил, что два телесериала по «Чужому» находятся на стадии разработки, один анимационный в 3D, а другой с живыми актёрами. 20 февраля 2019 года, Axis Animation сообщил, что анимационная адаптация из семи эпизодов видеоигры 2014 года Alien: Isolation находятся в разработке. 27 февраля 2019 года было объявлено, что IGN дал производство на сериальный заказ анимационного сериала, состоящего из семи четвертьчасовых эпизодов, каждый из которых будет состоять из комбинации вырезанных сцен из игры. Продюсерами сериала стали Джеффом Юхассом, Антуаном Кардоном и Жюльеном Мокрани. Гурвиц и Шлоссберг были руководителями несколькими эпизодами сериала. Также к производству сериала присоединились исполнительные продюсеры Кинга Смит и Фабиан Дюбуа из Reverse Engineering Studios (RES) и DVgroup совместно с TitraFilm.

### Кастинг
Наряду с первоначальным анонсом сериала было сообщено, что актёры оригинальной игры Alien: Isolation будут озвучивать своих персонажей для сериала, включая Андреа Дек в роли Аманды Рипли.

## Релиз

### Маркетинг
27 февраля 2019 года был выпущен официальный трейлер, в котором было объявлено, что премьера шоу состоится 28 февраля 2018 года, что вызвало путаницу во времени, так как 2018 год уже прошёл.

### Премьера
Все 7 эпизодов сериала вышли одновременно друг с другом на новостном и информационном веб-сайте IGN 28 февраля 2019 года.